# Octodon ricardojeda
Octodon ricardojeda –  endemiczny gatunek gryzonia z rodziny koszatniczkowatych (Octodontidae), zamieszkujący na niewielkim obszarze na wschodzie Chile i na zachodzie Argentyny. Jest to jedyny gatunek koszatniczki występujący poza Chile. Po raz pierwszy został naukowo opisany w 2020.

## Historia odkrycia i badań
Gatunek został po raz pierwszy opisany naukowo w 2020 przez zespół Guilermo D’Elía, Pablo Teta, Diego H. Verzi, Richard Cadenillas i James Lloyd Patton na łamach Journal of Mammalogy. Naukowcy wyjaśnili w publikacji, że badana populacja zwierząt nie może być – jak wcześniej sądzono – zaliczana do gatunku koszatniczka leśna (Octodon bridgesi), bowiem badania filogenetyczne wskazały, że jest to gatunek siostrzany koszatniczki pacyficznej (O. pacificus), od której oddzielił się na początku plejstocenu – około 1,97 miliona lat temu.

## Kopalne ślady występowania gatunku
Kopalne ślady tego gatunku znane są ze stanowisk archeologicznych z w Neuquén i Río Negro w Argentynie, co wskazuje na to, że gatunek miał w przeszłości szerszy zasięg.

## Nazwa
Epitet gatunkowy ricardojeda jest eponimem mającym na celu upamiętnienie argentyńskiego teriologa Ricardo Ojedy.

## Siedlisko
W argentyńskim Parku Narodowym Lanín zamieszkuje półotwarte tereny leśne zdominowane przez bukany. Zamieszkiwały tam jamy wydrążone w piaszczystych wzgórzach. Nie wiadomo, czy O. ricardojeda same wykopywały te nory, czy też wykorzystywały nory wykonane wcześniej przez inne zwierzęta. Siedliska poratają także bambusy w rodzaju Chusquea, krzewy: komarniki, berberysy bukszpanolistne i Milunum spinosum, oraz bukany chilijskie.

## Ochrona
Ze względu na niewielki zasięg występowania i małe rozpoznanie potencjalnych innych populacji gatunku, autorzy pierwszego opisu zalecili sklasyfikowanie go w Czerwonej księdze gatunków zagrożonych jako gatunku narażonego.